# Zarqa' al-Yamama
Zarqāʾ al-Yamāma (in arabo زَرقاء اليمامة‎?), ossia "quella dagli occhi azzurri della Yamāma", è il soprannome di una mitica donna araba dei B. Numayr, che sarebbe vissuta all'incirca nel III secolo e che sarebbe stata dotata di una vista talmente acuta da permetterle di vedere una persona a tre giorni di marcia di distanza (oltre 50 chilometri, a prescindere dalle variazioni altimetriche).
Secondo le leggende arabe, la donna apparteneva ai Ṭasm, una popolazione non meno mitica, che viveva accanto ai Jadīs (uno dei cui componenti ella aveva sposato).

Quando un Tubba yemenita, di nome Ḥassān Abū Karīb, avrebbe invaso la Yamama, Zarqāʾ al-Yamāma sarebbe riuscita a vedere da lontano, e con un anticipo di tre giorni, i soldati sud-arabici che avanzavano, malgrado la loro mimetizzazione con rami di albero. L'allarme da lei dato alla sua gente vanificò il fattore-sorpresa degli Himyariti, anche se non impedì che il sovrano yemenita conquistasse la regione e prendesse prigioniera la stessa Zarqāʾ al-Yamāma, facendole strappare gli occhi, per poi crocifiggerla a Jaww al-Yamama.
Fu notato che nei bulbi oculari erano presenti strane fibre nere e Zarqāʾ al-Yamāma spiegò che ciò era dovuto all'uso da lei sempre fatto di polvere d'antimonio come collirio. Per questo, nei successivi libri di awāʾil - un genere letterario di grande successo in epoca islamica che riportavano i nomi dei "primi" che avevano fatto qualcosa di rilevante o di curioso - Zarqāʾ al-Yamāma sarebbe stata ricordata come la prima donna ad aver usato il kohl per gli occhi. 
Di totale inconsistenza storica è l'ipotesi che, vari decenni or sono, aveva ipotizzato un suo scandaloso lesbismo (siḥāq), a causa di rapporti da lei intrattenuti con la principessa lakhmide Ḥind bt. al-Nuʿmān, vissuta tra l'altro 3 secoli dopo la morte di Zarqāʾ al-Yamāma.